# Basel Adra
Basel Adra (en ocasiones escrito Basil Al-Adra o Al-Adraa; en árabe: باسل عدرا‎ o باسل العدرا; at-Tuwani, 13 de junio de 1996) es un activista y periodista palestino. Ha documentado los intentos de las Fuerzas de Defensa de Israel (FDI) de expulsar a los aldeanos palestinos de la Cisjordania ocupada y sus violentos encuentros con los colonos israelíes.
Adra coescribió y codirigió el documental No Other Land (2024) junto con el periodista israelí Yuval Abraham y otros dos activistas. La película captura la difícil situación de la comunidad sitiada de Masafer Yatta, donde se crio, y muestra a las fuerzas israelíes demoliendo casas y expulsando por la fuerza a familias que han vivido allí durante generaciones, reclamando la tierra para fines de entrenamiento militar. Se estrenó en el 74.º Festival Internacional de Cine de Berlín donde ganó el Premio del Público Panorama a Mejor Película Documental y el Premio de Cine Documental. En 2025 la película ganó el Premio de la Academia al Mejor Largometraje Documental.

## Biografía
Adra nació en At-Tuwani, una aldea ubicada en el término municipal de Hebrón (Cisjordania, Palestina). Vive en Masafer Yatta, una comunidad de aldeas en las colinas del sur de Hebrón.
Adra es activista y fotógrafo voluntario para la ONG israelí B'Tselem. También escribe artículos para las publicaciones online +972 Magazine y Local Call.
En 2021 las autoridades del asentamiento israelí de Yitzhar, en la Cisjordania ocupada, y periodistas del Canal 12 israelí le acusaron falsamente de incendiar un edificio en las colinas del Sur de Hebrón para incriminar al ejército israelí. El 8 de mayo de 2022 un grupo de soldados israelíes le dieron una paliza mientras informaba en directo de que estos soldados estaban desmantelando una estructura que él mismo había construido.
En febrero de 2024, presentó la película documental No Other Land, que trata sobre la vida diaria de la población palestina en Masafer Yatta y el acoso que sufren por parte de los colonos y soldados israelíes, en el 74º Festival Internacional de Cine de Berlín. La película, codirigida por Adra y el periodista israelí Yuval Abraham, ganó el Premio a la Mejor Película Documental de la Berlinale y el Premio del Público Panorama a la Mejor Película Documental. También ganó el Oscar al Mejor Largometraje Documental en los 97.º Premios de la Academia.